# Euryopis nubila
Euryopis nubila är en spindelart som beskrevs av Simon 1889. Euryopis nubila ingår i släktet Euryopis och familjen klotspindlar. Inga underarter finns listade i Catalogue of Life.